# Kustoda

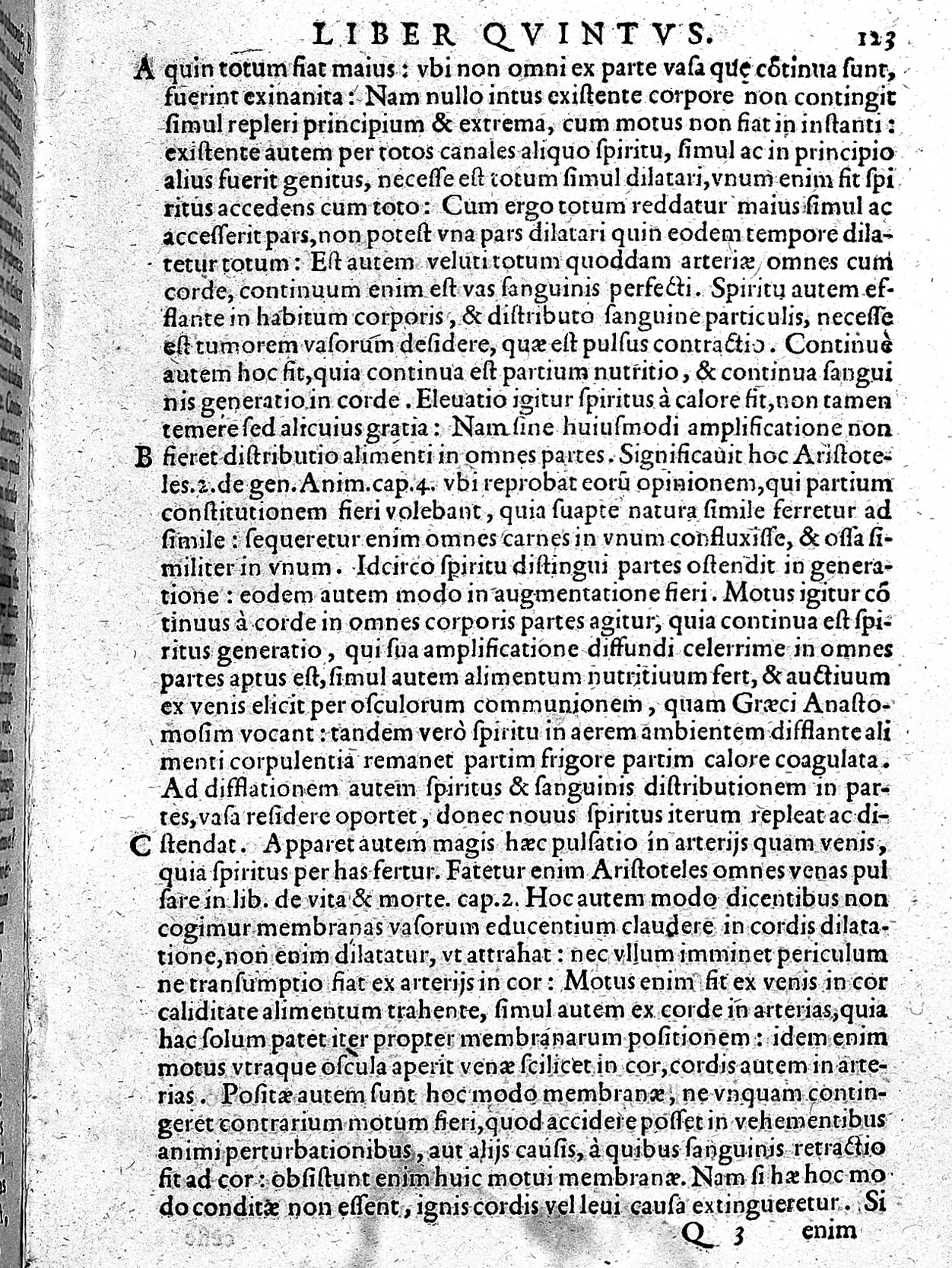
Folio 123 z A. Caesalpinus, Quaestionum peripateticarum..., 1593. Vpravo dole je kustoda enim (stránka končí slovem Si, další pokračuje enim motus), před ní Q 3, což je archová značka (tj. třetí list složky Q)

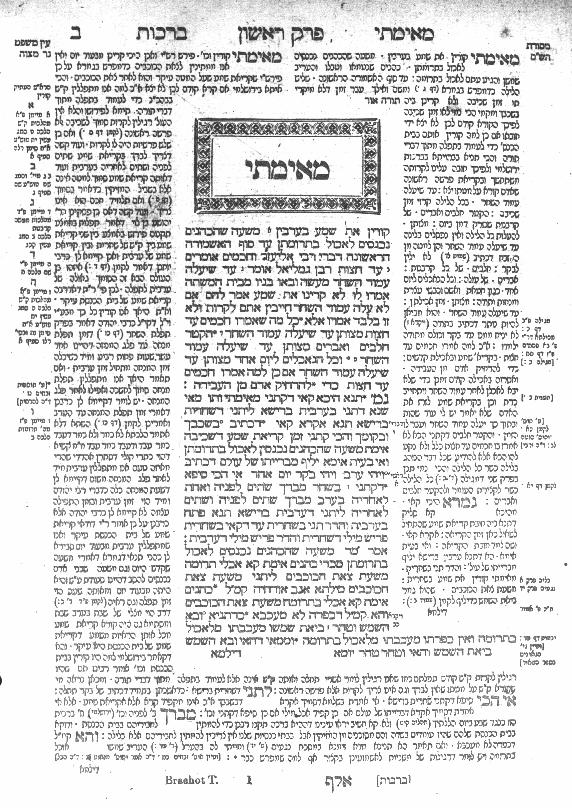
Příklad hebrejského tisku (talmudský traktát Brachot se dvěma komentáři v samostatných sloupcích). Každý ze sloupců má svou kustodu (umístěnou uprostřed pod sloupcem)

Kustoda je označení pro typografický prvek, zvláště u starých tisků. Jde o první slabiku slova jedné strany, která se tiskla na stránku předchozí mimo tiskové zrcadlo, nejběžněji do pravého dolního rohu. V případě sloupcové sazby (kde tedy bylo více zrcadel) se někdy tiskly kustody pro každý sloupec. Kustoda se mohla tisknout na každou stránku, nebo jen na poslední stránky knižní složky (složková nebo vrstvová kustoda).
Kustody navazovaly funkčně na středověkou praxi tzv. reklamant, kdy se na okraj stran či na konec svitku připsalo první slovo či věta z následující stránky. To především umožňovalo plynulost při čtení textu nahlas. I kustody mají podobnou funkci. Nicméně v typografické praxi se prosadily složkové kustody, které již pro plynulost tolik nepomáhají, ale sloužily k usnadnění kontroly správně sestaveného knižního bloku. Jako takové se začaly pravidelně objevovat v 70. letech 15. století u italských tiskařů. Vedle toho se v tisku s podobnou funkcí začaly objevovat archová značky (většinou písmeno).